# شهرستان کالاراشی
شهرستان کالارشی (به لاتین: Călărași County) یک județ در رومانی است که در رومانی واقع شده‌است.

## خصوصیات
شهرستان کالارشی ۵٬۰۸۸ کیلومترمربع مساحت و ۲۸۵٬۰۵۰ نفر جمعیت دارد.